# Lenzing AG
Lenzing AG er en østrigsk kemikoncern, der producerer forskellige fibre til tekstilindustrien. Virksomhedens produkter omfatter viskosefibre, modalfibre, lyocellfibre og filamentgarn der bruges til tøj, stoffer og ikke vævede tekstiler. Lenzings produkter kendes under mærkerne Tencel, Veocel, Lenzing Ecovero og Lenzing. Omsætningen var i 2017 på 2,26 mia. euro, og der var 6.488 ansatte.
Virksomhedens historie går tilbage til 1892, hvor Emil Hamburger, en industrialist, drev en papirfabrik i Lenzing i Østrig.